# Warren Estabrooks
Warren Estabrooks (* 1947) ist ein kanadischer Pädagoge, Pionier der auditiv-verbalen Erziehung und des Hörtrainings für das Cochleaimplantat. Er ist Präsident und CEO von Listen International Inc. in Toronto, Kanada.

## Leben und Werk
Nach seinem Masterabschluss als Lehrer (Master of Education) arbeitete Estabrooks während sieben Jahren an Regelschulen (mainstream classroom) in Toronto. Für ein Lehraustauschprogramm ging er nach Großbritannien, wo er in einer Grundstufenschule (infant school) lehrte, die auf ihrem Campus eine Einheit für hörbehinderte Kinder hatte. Er war von den Hörgeräten fasziniert und zurück in Toronto, begann er ein Graduiertenschulprogramm an der Gehörlosenschule The Metropolitan Toronto School for the Deaf in Toronto, welche hauptsächlich eine „lautsprachliche“ Schule war.
Zur auditiv-verbalen Therapie stieß er durch die Arbeiten von Doreen Pollack, Helen Beebe und Susann Schmid-Giovannini, die er auch persönlich kennenlernte. Ein von Doreen Pollack durchgeführter audiopädagogischer Kurs in Denver inspirierte ihn, sich zum auditiv-verbalen Therapeuten und Lautsprachenspezialisten (LSLS Cert. AVT®) weiterzubilden.
In Kanada arbeitete er längere Zeit mit Daniel Ling zusammen. Von 1980 bis 2007 war er Direktor des Auditory Learning Centre of the Learning to Listen Foundation am North York General Hospital in Toronto.
Er ist Mitglied des College of Teachers of Ontario und Assistenzprofessor an der Medizinischen Fakultät der University of Toronto. Als Berater und Dozent ist er weltweit tätig und lehrt auditiv-verbale Therapie und Praxis, auditive Rehabilitation und auditives Lernen für gehörlose oder schwerhörige Kinder und Erwachsene, deren Angehörige und Therapeuten. Er widmet sich hauptsächlich der Aus- und Weiterbildung von Fachleuten in verwandten Kinder- und Erwachsenendisziplinen.
Die Alexander Graham Bell Association for the Deaf and Hard of Hearing ernannte ihn zu ihrem globalen Botschafter. Er ist mitbegründender Direktor der A. G. Bell Academy for Listening and Spoken Language und der Auditory-Verbal International Inc. sowie Ehrendirektor des Bundesvereins für Auditiv-Verbale Therapie Deutschland (BVAVT) und des AV Israel.

## Ehrungen
- 1999 Susann Schmid-Giovannini-Award für internationale Spitzenleistungen in auditiv-verbale Praxis
- Professional of the Year Award von der International Organization for the Education of the Hearing Impaired (IOEHI)
- Dr. E.W. Wight Memorial Scholarship
- Peter R. Newman Humanitarian Award in Anerkennung seines Beitrags für gehörlose Kinder und ihre Familien auf der ganzen Welt.
- im kanadischen Who is Who als einflussreicher Kanadier.
- The Learning to Listen Foundation erhielt den ersten International Voice of Deafness Award und wurde zweimal als Programm des Jahres von der International Professional Section (IPS) der A. G. Bell geehrt.

- Ehrung als Namensgeber für das Warren Estabrooks Center des Wickramarachchi Speech and Hearing Center (WISH) in Colombo, Sri Lanka.

## Veröffentlichungen
- Do You Hear That? (1992)
- mit Lois Birkenshaw-Fleming, Ken Keobke (Illustrator), Daniel Ling (Einführung): Hear & Listen! Talk & Sing Songs for Hearing Impaired Children. Arisa Publishing, Toronto 1994. ISBN 0-9697341-2-3
- Auditory-Verbal Therapy for Parents and Professionals. Alexander Graham Bell Association for the Deaf, Inc., Washington, DC 1994, ISBN 0-88200-205-8
- The ABC’s of AVT. Arisa Publishing, North York/Ontario 1995, ISBN 0-9697341-4-X (book & video tape)
- Cochlear Implants For Kids. Alexander Graham Bell Association for the Deaf, Inc., Washington, DC 1998, ISBN 0-88200-208-2
- The Baby Is Listening. 2000
- 50 FAQs about AVT (50 Frequently-Asked Questions About Auditory-Verbal Therapy). Learning to Listen Foundation, Toronto/Ontario 2001, ISBN 0-9688979-0-8
- Songs for Listening! Songs for Life! Alexander Graham Bell Association for the Deaf, Inc., Washington, DC 2003, ISBN 0-88200-214-7
- The Six-Sound Song. Alexander Graham Bell Association for the Deaf, Inc., Washington, DC 2003, ISBN 0-88200-215-5
- Jacob’s Journey. 2003
- Listen to this! Volume I, 2004
- We Learned to Listen (Listen to this! Volume II, 2006) Alexander Graham Bell Association for the Deaf, Inc., Washington, DC 2005, ISBN 0-88200-222-8
- Auditory-Verbal Therapy and Practice. Alexander Graham Bell Association for the Deaf, Inc., Washington, DC 2006, ISBN 978-0-88200-223-1
- 101 frequently asked questions about auditory-verbal practice. Alexander Graham Bell Association for the Deaf, Inc., Washington, DC 2012, ISBN 978-0-88200-007-7